# Monofysitisme
Monofysitisme (fra græsk: μονος, monos, 'kun én' og φυσις physis, 'natur') er den kristologiske position, at Jesus Kristus kun havde én natur (den guddommelige) i modsætning til den position fastslået i Koncilet i Chalkedon (451), hvori Kristus har to samtidige naturer: en guddommelig og en menneskelig.
Monofysitisme og dets antitesis, nestorianisme, var begge meget kontroversielle, splittende og lidenskabeligt debatterede skismaer i den tidlige kristne kirke i løbet af det første halvdel af det 5. århundrede, en i forvejen kaotisk periode med germanske stammers indtog i det kollapsende vestromerske rige og medfølgende forflytning af det politiske og kristne centrum til det nu Østromerske Kejserdømme, og i særdeleshed i Syrien, Levanten, Egypten og Anatolien, hvor monofysitisme var en populær strømning blandt folket.
Der er to hoveddoktriner, der ubestrideligt kan kaldes for monofysitiske:
- Eutychianisme, opkaldt efter presbyter Eutykhes, mente at Kristi menneskelige natur blev opløst i den guddommelige "som en dråbe honning i havet". Den eutychianske monofysitisme, og Eutykhes selv, blev fordømt som kættersk på koncilet i 451.

- Apollinarisme, ifølge hvilken Kristus havde en menneskelig krop, men at det guddommelige (Logos) havde fyldt denne fuldstændig, således at der ikke fandtes noget menneskelig sind (nous). Apollinarisme blev forkastet ved flere forskellige synoder og endelig fordømt som kættersk ved koncilet i Konstantinopel år 381.

En mere moderat form for monofysitisme, som bruger formelen "Kristus er én natur fra to", det vil sige en fusion mellem de to naturer, uden at den ene fuldstændig opsluger den anden, fik større opbakning og er delvist bevaret i de orientalske ortodokse kirker.
Flere forsøg blev gjort på at forene monofysitterne med resten af kirken i slutningen af det 5. og ind i det 6. århundrede. Kejser Zeno forsøgte at finde en formulering, som kunne accepteres af begge parter; men denne blev afvist af pave Simplicius. Senere kejsere forsøgte også, men ligeledes uden held. Det er betegnende, at det er netop kejserne, som stod for dette arbejde: Kirken var blevet en stabiliserende faktor i samfundet, og kejserne ønskede at stoppe splittelsen, som var opstået.
I nyere tid er der på ny blevet oprettet kontakt mellem de orientalske ortodokse kirker, den ortodokse kirke og den katolske kirke. I 1973 kom pave Paul VI og den koptiske-ortodokse pave Shenouda III med en fælleserklæring om kristologi, og i 1984 kom også en fælleserklæring fra pave Johannes Paul II og den syrisk-ortodokse patriark Ignatius Zakka.